# Birnenhonig
Birnenhonig is een speciale perenstroop uit centraal Zwitserland.

## Productie
De peren worden deels gekookt en deels tot sap geperst. Vervolgens worden de gekookte peren en het sap zeven tot acht uur verwarmd. Er wordt een ondoorzichtig, smeuïg en donker product verkregen dat op verschillende manieren genuttigd kan worden: als broodbeleg of als hoofdingrediënt voor de Luzerner Lebkuchen, een speciale kruidenkoek. Tijdens de Tweede Wereldoorlog werd vaak melk met Birnenhonig in plaats van koffie gedronken omdat er geen koffie verkrijgbaar was.